# Alice (álbum)
Alice é o terceiro álbum da cantora brasileira Alice Caymmi, lançado em 19 de janeiro de 2018. Produzido por Barbara Ohana, o disco possui sonoridades distintas de seus álbuns antecessores, como indietronica. Alice conta com participações especiais de Pabllo Vittar e Rincon Sapiência. O remix da faixa "Sozinha" conta com a participação especial de Cleo.
Alice foi eleito o 46º melhor disco brasileiro de 2018 pela revista Rolling Stone Brasil.

## Produção e composição

### Temas das letras
A abertura "Spiritual" expressa um sentimento de gaslighting que Alice sentia à época da composição. "What's My Name" foi escrita por Moacir Santos após ele se mudar para Los Angeles e perceber que ninguém conseguia falar seu nome; a faixa expressa sentimentos de solidão e outras dificuldades enfrentadas por quem se muda de país. "Vin" fala sobre liberdade feminina, "Inimigos" sobre competição e disputas na indústria do entretenimento, "Inocente" sobre desilusão amorosa e "Sozinha" sobre ser autossuficiente.

### Colaborações
O álbum traz uma colaboração com Ana Carolina na canção "Inocente". Alice e Ana foram para Itaipava, Rio de Janeiro, para compô-la, com a ideia de fazer uma canção romântica. A colaboração com Pabllo Vittar em "Eu Te Avisei" surgiu depois de Alice, Barbara e Pablo Bispo terminaram a canção, que possui uma base R&B no coro. Depois, surgiu a ideia de chamar Vittar. A canção fala de amor de forma introspectiva e melancólica. Rincon Sapiência foi chamado para participar de "Inimigos", na qual também é compositor. A canção conta um universo em comum dos artistas, citado por Alice: "quando sua arte simplesmente encontra barreiras e pessoas verdadeiramente ruins".

### Capa, encarte e título
A capa do álbum foi assinada por Daryan Dornelles. A imagem apresenta Alice vestida de noiva submersa e amarrada sob a técnica shibari, apresentando ali o puro e o profano. A capa também possui um coração e o nome "Alice" em neons acesos, enquanto que o letreiro "Caymmi" está apagado. 

## Singles
O primeiro single do álbum, lançado em 8 de dezembro de 2017, é a canção "Inocente", Conforme explica a cantora:
| “ | Assumi uma postura romântica artisticamente e politicamente. Fiquei pensando em como eu era antes da minha primeira decepção amorosa sinistra. Tinha leveza e eu posso recuperar essa essência. Passamos de uma apatia total para um tempo de enfrentamentos. Esse peso tem de acabar. E aí entrou mais luz, o branco e rendas | ” |

"Eu Te Avisei", com a participação de Pabllo Vittar, foi liberado como segundo single em 19 de janeiro de 2018. O vídeo da faixa foi gravado em 15 de janeiro na festa RebobiNights, em São Paulo.
A faixa "Sozinha" ganhou um remix assinado por U.Got e foi lançada como terceiro single do álbum em 12 de junho de 2018 com participação da atriz e cantora Cleo. O lançamento do single,que fala sobre independência emocional, coincidiu com a comemoração do Dia dos Namorados no Brasil. Um videoclipe para o remix também foi divulgado no mesmo dia.

## Faixas
| N.º            | Título                                         | Compositor(es)                                 | Duração |  |
| 1.             | "Spiritual"                                    | Alice Caymmi                                   | 3:32    |  |
| 2.             | "A Estação"                                    | Carlinhos Rufino [ 15 ]                        | 3:05    |  |
| 3.             | "What's My Name (Oduduá)"                      | Moacir Santos [ 5 ]                            | 2:21    |  |
| 4.             | "Vin"                                          | Caymmi Barbara Ohana Pablo Bispo Sergio Santos | 2:27    |  |
| 5.             | "Inimigos" (participação de Rincon Sapiência)  | Caymmi Ohana Rincon Sapiência                  | 2:41    |  |
| 6.             | "Inocente"                                     | Caymmi Ana Carolina                            | 3:22    |  |
| 7.             | "Agora" (Versão de "Ancora", de Mina)          | Christiano Malgioglio Gian Pietro Felisatti    | 3:29    |  |
| 8.             | "Sozinha"                                      | Arthur Marques [ 9 ]                           | 2:45    |  |
| 9.             | "Eu Te Avisei" (participação de Pabllo Vittar) | Caymmi Ohana Bispo                             | 2:38    |  |
| Duração total: | Duração total:                                 | Duração total:                                 | 26:23   |  |